# Patricia Ward
Patricia Evelyn »Pat« Ward Hales, angleška tenisačica, * 27. februar 1929, London, Anglija, † 22. junij 1985.
V posamični konkurenci je največji uspeh kariere dosegla leta 1955, ko se je uvrstila v finale turnirja za Nacionalno prvenstvo ZDA, kjer jo je premagala Doris Hart v dveh nizih. Na turnirjih za Prvenstvo Anglije se je najdlje uvrstila v polfinale leta 1956, na turnirjih za Amatersko prvenstvo Francije pa v tretji krog leta 1955. V konkurenci ženskih dvojic se je dvakrat uvrstila v finale turnirjev za Amatersko prvenstvo Francije in enkrat Prvenstvo Anglije, dvakrat z Shirley Bloomer in enkrat z Ann Jones.

## Finali Grand Slamov

### Posamično (1)

#### Porazi (1)
| Leto | Turnir                   | Nasprotnica v finalu | Rezultat finala |
| 1955 | Nacionalno prvenstvo ZDA | Doris Hart           | 4–6, 2–6        |

### Ženske dvojice (3)

#### Porazi (3)
| Leto | Turnir                           | Partnerica      | Nasprotnici v finalu          | Rezultat finala |
| 1955 | Amatersko prvenstvo Francije     | Shirley Bloomer | Beverly Baker Darlene Hard    | 5–7, 8–6, 11–13 |
| 1955 | Prvenstvo Anglije                | Shirley Bloomer | Angela Mortimer Anne Shilcock | 5–7, 1–6        |
| 1960 | Amatersko prvenstvo Francije (2) | Ann Jones       | Maria Bueno Darlene Hard      | 2–6, 5–7        |